# Tipula himalayensis
Tipula himalayensis är en tvåvingeart som beskrevs av Enrico Adelelmo Brunetti 1911. Tipula himalayensis ingår i släktet Tipula och familjen storharkrankar. Inga underarter finns listade i Catalogue of Life.